# New York Knicks 1997-1998
La stagione 1997-98 dei New York Knicks fu la 49ª nella NBA per la franchigia.
I New York Knicks arrivarono secondi nella Atlantic Division della Eastern Conference con un record di 43-39. Nei play-off vinsero il primo turno con i Miami Heat (3-2), perdendo poi la semifinale di conference con gli Indiana Pacers (4-1).

## Roster
| N° | Naz.                   | Ruolo | Sportivo        | Anno | Alt. | Peso |
| -- | ---------------------- | ----- | --------------- | ---- | ---- | ---- |
| 1  | Stati Uniti (bandiera) | G     | Chris Childs    | 1967 | 191  | 88   |
| 2  | Stati Uniti (bandiera) | A     | Larry Johnson   | 1969 | 198  | 113  |
| 3  | Stati Uniti (bandiera) | G     | John Starks     | 1965 | 191  | 82   |
| 4  | Stati Uniti (bandiera) | A     | Ben Davis       | 1972 | 206  | 109  |
| 7  | Stati Uniti (bandiera) | G     | Brooks Thompson | 1970 | 193  | 88   |
| 8  | Stati Uniti (bandiera) | GA    | Pete Myers      | 1963 | 198  | 82   |
| 13 | Stati Uniti (bandiera) | GA    | Anthony Bowie   | 1963 | 198  | 86   |
| 14 | Stati Uniti (bandiera) | C     | Chris Dudley    | 1965 | 211  | 107  |
| 20 | Stati Uniti (bandiera) | G     | Allan Houston   | 1971 | 198  | 91   |
| 21 | Stati Uniti (bandiera) | G     | Charlie Ward    | 1970 | 188  | 86   |
| 32 | Stati Uniti (bandiera) | AC    | Herb Williams   | 1958 | 208  | 110  |
| 33 | Stati Uniti (bandiera) | C     | Patrick Ewing   | 1962 | 213  | 109  |
| 34 | Stati Uniti (bandiera) | AC    | Charles Oakley  | 1963 | 203  | 102  |
| 35 | Stati Uniti (bandiera) | A     | Terry Cummings  | 1961 | 206  | 100  |
| 42 | Stati Uniti (bandiera) | A     | Chris Mills     | 1970 | 198  | 98   |
| 52 | Stati Uniti (bandiera) | AC    | Buck Williams   | 1960 | 203  | 98   |

## Staff tecnico
- Allenatore: Jeff Van Gundy
- Vice-allenatori: Don Chaney, Brendan Malone, Jeff Nix, Tom Thibodeau, Greg Brittenham